# Волкова Катерина Геннадіївна
Катерина Генадіївна Волкова  (рос. Екатерина Геннадьевна Волкова, 16 лютого 1978) — російська легкоатлетка, олімпійська медалістка.

## Виступи на Олімпіадах
| Олімпіада  | Дисципліна | Місце |
| ---------- | ---------- | ----- |
| Пекін 2008 | стиплчез   | 3     |